# Au théâtre ce soir
Au théâtre ce soir est une émission de télévision de Pierre Sabbagh diffusée en alternance entre les première et deuxième chaînes de l'ORTF puis sur TF1 (après l'éclatement de l'ORTF) du 9 juillet 1966 au 22 février 1986.
L'émission consiste à diffuser à la télévision des représentations théâtrales enregistrées (les programmes de divertissement désigent ce genre, du « téléthéâtre ») en deux ou trois jours, au cours de représentations publiques au théâtre Marigny ou parfois au théâtre Édouard-VII à Paris.

## Historique
L'idée de créer cette émission se fait à la suite d'un mouvement de grève prolongé à l'ORTF. Les directeurs de programmes, à court d'émissions, demandent à la RTB son enregistrement de la pièce de théâtre La Bonne Planque de Michel André, ayant notamment pour vedette, l'acteur Bourvil, au sommet de sa popularité. Cette première pièce de théâtre est la seule à avoir été enregistrée au théâtre du Vaudeville à Bruxelles au lieu des théâtres Marigny ou Édouard-VII à Paris. La diffusion de cette pièce, le samedi 27 février 1965, remporte un énorme succès d'audience et des sacs postaux entiers, remplis de lettres de téléspectateurs, parviennent à la télévision.
Devant l'engouement des téléspectateurs pour cette pièce de théâtre enregistrée pour la télévision en présence du public, Pierre Sabbagh a l'idée de créer l'émission Au théâtre ce soir qui commence le 9 juillet 1966, avec Trois garçons, une fille et se termine en septembre 1985 et aura diffusé durant cette période 411 pièces de 300 auteurs dont plusieurs parviendront à la postérité et deviendront des grands classiques. L'émission, bien que décriée par la critique, a rassemblé des dizaines de millions de spectateurs.
Jean-Jacques Bricaire, administrateur du théâtre Marigny, choisit les textes, organise les répétitions, choisit les metteurs en scène et les acteurs et assure la gestion des contrats et des droits d'auteur.
En 1969, lors du remaniement de l'antenne des chaînes publiques, Pierre Sabbagh conçoit spécialement pour les soirées du jeudi sur la Première chaîne de l'ORTF, deux rendez-vous complémentaires intitulés  « Au Cinéma ce soir » et « Au Music-Hall ce soir ».
Au Théâtre ce soir permet à des comédiens de théâtre comme notamment Jacques François, depuis lors inconnu du grand public, d'être régulièrement en tête d'affiche à la télévision.
Le coût moyen du tournage et de la production est évalué à 70 000 francs, soit deux à trois fois moins qu’une dramatique tournée aux studios des Buttes-Chaumont.
L'émission est distribuée dans de nombreux autres pays francophones.
Les pièces choisie essentiellement dans la comédie de mœurs légère déclinant une certaine image de la frivolité parisienne (se tenant principalement dans les salons d'appartements de la bourgeoisie d'affaire), sont mises en scène notamment par Robert Manuel, Jacques Ardouin, Jean-Laurent Cochet, Robert Thomas ou encore Jean Piat.
En avril 1982, Jacques Boutet, PDG de TF1, et Arnaud Ténèze, directeur du département musique et théâtre, décrètent l'arrêt de l'émission; elle survit toutefois trois ans de plus, grâce aux enregistrements déjà réalisés. La faiblesse des moyens déployés (décors, costumes, quatre caméras), le choix de pièces de théâtre de boulevard à la qualité inégale bien qu'après mai 1968 se développe un théâtre alternatif de la contestation ou d'œuvres classiques plus controversées, accentuent le positionnement de l'émission de plus en plus décalée par rapport aux préoccupations de la société, ce qui provoque l'échec de ce véritable emblème télévisuel.

## Annonce rituelle
Ne se contentant pas de saluer le public en fin de représentation, les retransmissions s'achèvent par la présentation de la troupe et le plus souvent, par la célèbre formule : « les décors sont de Roger Harth et les costumes de Donald Cardwell ». Au cours des dernières années, le public du théâtre Marigny scande lui-même le nom du responsable des décors et de celui des costumes. Cette particularité inspire certains humoristes comme, la rubrique régulière d'Yves Frémion pendant des années dans les colonnes de Fluide glacial sous le pseudonyme « L. et D. Corson de Rojayheart ».

## Parmi les pièces les plus célèbres
- La Perruche et le Poulet de Robert Thomas
- Le noir te va si bien de Jean Marsan d'après Saül O'Hara (de)
- De doux dingues de Michel André
- Auguste de Raymond Castans[14]
- Le Minotaure de Marcel Aymé
- Le Don d'Adèle de Pierre Barillet et Jean-Pierre Gredy
- Treize à table de Marc-Gilbert Sauvajon
- Le Vison à cinq pattes de Peter Coke (en) et Constance Coline
- Noix de coco de Marcel Achard
- L'Amant de madame Vidal de Georges Berr et Louis Verneuil
- Adieu Berthe adaptation par Albert Husson et Francis Blanche de la pièce Room Service de John Murray et Allen Boretz,
- Le Pape kidnappé de João Bethencourt (hu)
- Cash-Cash d'Albert Husson d'après A. Foot et A. Marriott
- Laurette de Marcelle Maurette et Marc-Gilbert Sauvajon
- La main passe de Georges Feydeau
- Huit femmes de Robert Thomas
- Il y a longtemps que je t'aime de Jacques Deval
- Les Œufs de l'autruche d'André Roussin
- Fric-Frac d'Édouard Bourdet
- Le Sexe faible d'Édouard Bourdet
- Le Dindon de Georges Feydeau par la Comédie-Française
- Un fil à la patte de Georges Feydeau par la Comédie-Française
- Interdit au public de Jean Marsan et Roger Dornes
- Volpone de Jules Romains
- J'y suis, j'y reste de Raymond Vincy, Jean Valmy et Jules Borkon
- Madame Sans Gêne de Victorien Sardou et d'Émile Moreau
- Les affaires sont les affaires d'Octave Mirbeau
- L'École des cocottes de Paul Armont et Marcel Gerbidon
- La Facture de Françoise Dorin
- Il est important d'être Aimé d'Oscar Wilde (adapté par Jean Anouilh)
- Folie douce de Jean-Jacques Bricaire et de Maurice Lasaygues
- Histoire de rire d'Armand Salacrou
- La Nuit du 16 janvier d'Ayn Rand (adapté par Marcel Dubois)
- Folle Amanda de Pierre Barillet et Jean-Pierre Gredy
- L'Azalée d’Yves Jamiaque
- Ce soir à Samarcande de Jacques Deval
- Hold-Up de Jean Stuart

## Les pièces jouées par année
- 1966
  - Trois garçons, une fille
  - J'y suis, j'y reste
  - La Grande Oreille
  - Interdit au public
  - Le Père de la mademoiselle
  - Bon appétit monsieur
  - Chérie noire
  - La Prétrentaine
  - Les portes claquent
  - Les Vignes du seigneur
- 1967
  - Auguste
  - Domino
  - Le Système Fabrizzi
  - De passage à Paris
  - Monsieur Le Trouhadec saisi par la débauche
  - Pour avoir Adrienne
  - Treize à table
  - Bon appétit monsieur (10 mars) de Gilbert Laporte
  - Topaze (8 avril) de Marcel Pagnol
  - La Mamma d'André Roussin, mise en scène de l'auteur, avec Elvire Popesco
- 1968
  - Feu la mère de madame
  - La locomotive
  - Je veux voir Mioussov
  - Le Minotaure
  - Azais
  - Le commissaire est bon enfant
  - Mademoiselle
  - Les Hussards
- 1969
  - La Perruche et le Poulet
  - Le Minotaure
  - Les Suisses
- 1970
  - Match de Michel Fermaud
- 1971
  - Échec et Meurtre de Robert Lamoureux
  - Misère et Noblesse
- 1972
  - Le Faiseur (d'après Honoré de Balzac), mise en scène Pierre Franck, théâtre Montansier, à Versailles.
  - De doux dingues
  - Le Don d'Adèle
  - Noix de coco
- 1974
  - Folle Amanda
  - La Parisienne (18 septembre)
  - Le Vison à cinq pattes (25 septembre)
  - Le Sexe faible (2 novembre)
- 1975
  - Le noir te va si bien
  - L'Amant de madame Vidal
  - La Nuit du 16 janvier
  - Trésor Party
- 1976
  - La Sainte Famille d'André Roussin, mise en scène Georges Vitaly
  - Lady Godiva
- 1977
  - Plainte contre inconnu
  - Madame Jonas dans la baleine
- 1978
  - La gueule du loup
- 1979
  - À vos souhaits de Pierre Chesnot
  - Zozo
- 1980
  - Hold-Up (14 mars) de Jean Stuart
- 1981
  - Mademoiselle ma mère de Louis Verneuil
- 1982
  - La foire aux sentiments
- 1984
  - Les Hussards

## Les réalisateurs de l'émission
- Georges Folgoas
- Pierre Sabbagh
- Jean Royer (1 pièce)

## Liste des acteurs et actrices qui ont joué dansAu théâtre ce soir(liste non exhaustive)
- Aimé-Jean
- Andrex
- Axelle Abbadie
- Raymond Acquaviva
- Alfred Adam
- Marie-Christine Adam
- Georges Adet
- Annick Alane
- Bernard Alane
- Nadine Alari
- Catherine Alcover
- Christian Alers
- Catherine Allary
- Jacques Alric
- Amarande
- Georges Aminel
- Régis Anders
- Michel André
- Michèle André
- Jean-Pierre Andréani
- Louis Arbessier
- Yves Arcanel
- Edmond Ardisson
- Catherine Arditi
- Pierre Arditi
- Jacques Ardouin
- Roland Armontel
- Jean-Claude Arnaud
- Georges Atlas
- Jean-Claude Aubé
- Brigitte Auber
- Jeanne Aubert
- Stéphane Audel
- Georges Audoubert
- Jean-Pierre Aumont
- Michel Aumont
- Daniel Auteuil
- Sabine Azéma
- Jean-Pierre Bacri
- Laurence Badie
- Jean-Claude Balard
- Karyn Balm
- Jacques Balutin
- Bruno Balp
- Raymond Baillet
- Michel Barbey
- Madeleine Barbulée
- Angelo Bardi
- Michèle Bardollet
- Nadia Barentin
- Lucien Barjon
- Jean Barney
- Marie-Christine Barrault
- Gérard Barray
- Yves Barsacq
- Nadine Basile
- Ginette Baudin
- Nathalie Baye
- Robert Bazil
- Michel Beaune
- Michel Bedetti
- Arnaud Bedouët
- René-Lefèvre Bel
- Georges Beller
- Hervé Bellon
- Nelly Benedetti
- Denise Benoit
- Serge Bento
- Jean-Pierre Bernard
- Jean Berger
- Richard Berry
- Julien Bertheau
- Jacques Berthier
- Pierre Bertin
- Claude Bertrand
- Jean Berton
- Raoul Billerey
- Teddy Bilis
- Francis Blanche
- Régine Blaess
- Estella Blain
- Michel Blanc
- Annick Blancheteau
- Jean Blancheur
- Florence Blot
- Emmanuèle Bondeville
- Paul Bonifas
- Agnès Bonnot
- Isabelle de Botton
- Gérard Boucaron
- Patrick Bouchitey
- Jean-Claude Bouillaud
- Micheline Boudet
- Évelyne Bouix
- René Bouloc
- Héléna Bossis
- Jean-Pierre Bouvier
- Claude Brasseur
- Pierre Brasseur
- Jean Bretonnière
- Claude Brécourt
- Florence Brière
- Philippe Brigaud
- Françoise Brion
- Sacha Briquet
- Jean-Louis Broust
- Geneviève Brunet
- Pierrette Bruno
- Robert Burnier
- Gérard Buhr
- Évelyne Buyle
- Rosine Cadoret
- Nicole Calfan
- Jean-François Calvé
- René Camoin
- Donald Cardwell[15]
- Ariane Carletti
- Jean Carmet
- Cendrine Carnero
- Renée Caron
- Anne Carrère
- Marc Cassot
- Pauline Carton
- Dany Carrel
- Anne-Marie Carrière
- Gisèle Casadesus
- Geneviève Casile
- Colette Castel
- Philippe Castelli
- Jacques Castelot
- Philippe Catoire
- Gabriel Cattand
- Georges Caudron
- Jean-Roger Caussimon
- Christine Cayzac
- Daniel Ceccaldi
- Caroline Cellier
- Bernard Charlan
- Brigitte Chamak
- Georges Chamarat
- Roland Charbaux
- Lyne Chardonnet
- Jean Charles
- Jacques Charon
- Charles Charras
- Marcel Charvey
- Jean-Yves Chatelais
- Tsilla Chelton
- Madeleine Cheminat
- Jacques Ciron
- Louise Conte
- Michel Creton
- Patrick Chesnais
- Maurice Chevit
- Jean Chevrier
- Étienne Chicot
- Nicole Chollet
- Françoise Christophe
- Cyrielle Clair
- Jean Clarieux
- Yvonne Clech
- René Clermont
- Madeleine Clervanne
- François Cluzet
- Jean-Laurent Cochet
- Anne-Marie Coffinet
- Daniel Colas
- Érik Colin
- Myriam Colombi
- Louisa Colpeyn
- Jean-Paul Coquelin
- Nicole Courcel
- Henri Courseaux
- Nathalie Courval
- Claudine Coster
- Jacques Couturier
- Darry Cowl
- Raoul Curet
- Henri Crémieux
- Michel Creton
- Janine Crispin
- Roger Crouzet
- Robert Dalban
- Mony Dalmès
- Eva Damien
- Madeleine Damien
- Julia Dancourt
- Évelyne Dandry
- François Darbon
- Jocelyne Darche
- Jean-Pierre Darras
- Gérard Darrieu
- Danielle Darrieux
- Évelyne Dassas
- Claude Dauphin
- Bérangère Dautun
- Jean Davy
- Dominique Davray
- Micheline Dax
- Marie Déa
- Emmanuel Dechartre
- Jean Degrave
- Paula Dehelly
- Paul-Émile Deiber
- Jean-Pierre Delage
- France Delahalle
- Suzy Delair
- Lise Delamare
- Nadine Delanoë
- Christine Delaroche
- Madeleine Delavaivre
- Germaine Delbat
- Mireille Delcroix
- Béatrice Delfe
- Raoul Delfosse
- Magali de Vendeuil
- Guy Delorme
- Paul Demange
- Jean Desailly
- Hubert Deschamps
- Georges Descrières
- Roger Desmare
- Sophie Desmarets
- Max Desrau
- Pierre Destailles
- Marie Dubois
- Renée Devillers
- Bruno Devoldère
- Bernard Dhéran
- Arlette Didier
- Hélène Dieudonné
- Henry Djanik
- Michel Dodane
- Lucie Dolène
- Pierre Doris
- Gabrielle Doulcet
- Alain Doutey
- Jacqueline Doyen
- Patrice Dozier
- Paulette Dubost
- Jacques Duby
- Hélène Duc
- Michel Duchaussoy
- Louis Ducreux
- Simone Duhart
- Marc Dudicourt
- Bernard Dumaine
- André Dumas
- Philippe Dumat
- Jacques Dumesnil
- André Dussollier
- Anny Duperey
- François Duval
- Jacques-Henri Duval
- Pierre Dux
- Jacques Dynam
- Catherine Eckerle
- Jacques Échantillon
- Simon Eine
- Paule Emanuele
- Françoise Engel
- Michel Etcheverry
- Philippe Étesse
- Danièle Évenou
- Claude Evrard
- Jacques Eyser
- Jacques Fabbri
- Fernand Fabre
- Samson Fainsilber
- André Falcon
- Renée Faure
- Robert Favart
- Franck Fernandel
- Jacques Ferrière
- Christine Fersen
- Edwige Feuillère
- Alain Feydeau
- Françoise Fleury
- Alain Flick
- Suzanne Flon
- Yolande Folliot
- Geneviève Fontanel
- Michel Fortin
- Brigitte Fossey
- Jérôme Foulon
- Germaine de France
- Marie Francey
- Micheline Francey
- Richard Francœur
- Jacques François
- Jacques Frantz
- Paulette Frantz
- Pierre Fromont
- Michel Galabru
- Marion Game
- Nicole Garcia
- Ginette Garcin
- Henri Garcin
- Jean-François Garreaud
- Yvonne Gaudeau
- Henry Gaultier
- Jacqueline Gauthier
- Catherine Gay
- Anna Gaylor
- Denise Gence
- Claude Génia
- Jean-Luc Geninasca
- Claude Gensac
- Marc de Georgi
- Marie-Pierre de Gérando
- Raymond Gérôme
- Arlette Gilbert
- André Gille
- Bernard Giraudeau
- Françoise Giret
- Gérard Giroudon
- Claude Godard
- Hubert Godon
- Viviane Gosset
- Geneviève Grad
- Michèle Grellier
- Jacques Grello
- Denise Grey
- Suzanne Grey
- Gisèle Grimm
- Jean-Claude Grumberg
- François Guérin
- Claire Guibert
- Fernand Guiot
- Julien Guiomar
- Henri Guisol
- Henri Guybet
- Jess Hahn
- Roger Hanin
- Didier Haudepin
- Jacques Harden
- Pierre Hatet
- René Havard
- Jean Hébey
- Gérard Hernandez
- Marcelle Ranson-Hervé
- Catherine Hiegel
- Jacques Hilling
- Robert Hirsch
- Éléonore Hirt
- Jany Holt
- Georges Hubert
- Lucien Hubert
- Henri-Jacques Huet
- Francis Huster
- Gabriel Jabbour
- Jean-Jacques
- Claude Jade
- Nicole Jamet
- Véronique Jannot
- Maaike Jansen
- Christiane Jean
- Jacqueline Jefford
- Jacqueline Jehanneuf
- Dorothée Jemma
- Jean-Louis Jemma
- Marine Jolivet
- Fabrice Josso
- Francis Joffo
- Jacques Jouanneau
- Sylvain Joubert
- Annie Jouzier
- Martine Kelly
- Évelyne Ker
- Guy Kerner
- Jean-Pierre Kérien
- Geneviève Kervine
- Anne Kerylen
- Henri Labussière
- Pierre Lafont
- Bernard Lajarrige
- Corinne Lahaye
- Henri Lambert
- Jean-Pierre Lamy
- Robert Lamoureux
- Bernard Lanneau
- Claude Larue
- Patrick Laplace
- Philippe Laudenbach
- Odette Laure
- Jacqueline Laurent
- Bernard Lavalette
- Francis Lax
- Robert Le Béal
- Chantal Le Du
- Annick Le Goff
- Danièle Lebrun
- François Leccia
- Virginie Ledieu
- Darling Légitimus
- Lucienne Legrand
- Olivier Lejeune
- Philippe Lemaire
- Pierre Leproux
- Jean-Pierre Leroux
- Léon Lesacq
- Patricia Lesieur
- Thierry Le Luron
- Paul Le Person
- Corinne Le Poulain
- Jean Le Poulain
- Vannick Le Poulain
- Michel Le Royer
- Jean Lefebvre
- Jacques Legras
- Linette Lemercier
- Thierry Lhermitte
- Robert Lombard
- Pierre-Louis
- Gérard Loussine
- Raymond Loyer
- Jean-Paul Lucet
- José Luccioni
- Micheline Luccioni
- André Luguet
- Rosine Luguet
- Georges Lycan
- Jean Magnan
- Judith Magre
- Pierre Maguelon
- Alix Mahieux
- Jacqueline Maillan
- François Maistre
- Pierre Malet
- Odile Mallet
- Jacques Mancier
- Hélène Manesse
- Robert Manuel
- Marie Mansart
- Héléna Manson
- Philippe March
- Corinne Marchand
- Élisabeth Margoni
- Antoine Marin
- Christian Marin
- Jacques Marin
- Jean Marsan
- Tonie Marshall
- Maryse Martin
- Joël Martineau
- Jean Martinelli
- Yves Massard
- Jean Marsan
- Jacques Mauclair
- Nicole Maurey
- Michel Maurette
- Claire Maurier
- Harry-Max
- Pascal Mazzotti
- Albert de Médina
- Marthe Mercadier
- Paul Mercey
- Jean Mercure
- Maria Meriko
- Armand Mestral
- Jean Meyer
- Max Meynier
- Jean Michaud
- Albert Michel
- Guy Michel
- Marie-France Mignal
- Jacqueline Mille
- Charles Millot
- Juliette Mills
- Christiane Minazzoli
- Pierre Mirat
- Roger Miremont
- Michel Modo
- Jacques Monod
- Roland Monod
- Guy Montagné
- Jean-Claude Montalban
- Max Montavon
- Georges Montillier
- Francis Morane
- Jean-Luc Moreau
- Jacques Morel
- Monique Morisi
- Alain Mottet
- Antoinette Moya
- Alain MacMoy
- Christiane Muller
- Christine Murillo
- Robert Murzeau
- Noëlle Musard
- Bernard Musson
- Maurice Nasil
- Agathe Natanson
- Louis Navarre
- Nathalie Nerval
- Philippe Nicaud
- Claude Nicot
- François Nocher
- Bernard Noël
- Hubert Noël
- Paule Noëlle
- Dominique Nohain
- Philippe Ogouz
- Marie-Thérèse Orain
- Jean Ozenne
- Maria Pacôme
- Hervé Palud
- Emmanuelle Parèze
- Robert Party
- Alfred Pasquali
- Liliane Patrick
- Dominique Paturel
- Mario Pecqueur
- Roger Pelletier
- Jeanne Pérez
- Édith Perret
- Francis Perrin
- Marco Perrin
- Jean-Loup Philippe
- Jean Piat
- Henri Piégay
- Claude Piéplu
- Guy Piérauld
- Roger Pierre
- Roland Piétri
- Yves Pignot
- Sacha Pitoëff
- Elvire Popesco
- Jean Poiret
- Henri Poirier
- Jean-François Poron
- André Pousse
- Virginie Pradal
- Perrette Pradier
- Alain Pralon
- Patrick Préjean
- Daniel Prévost
- Jean-Simon Prévost
- Denise Provence
- Thierry Ragueneau
- Jacques Ramade
- Jean-Pierre Rambal
- Jean Raymond
- Fernand Raynaud
- Michel de Ré
- Sady Rebbot
- Simone Renant
- Yves Rénier
- Jean Richard
- Lawrence Riesner
- Robert Rimbaud
- Georges Riquier
- Maurice Risch
- Jean-Claude Robbe
- Bernadette Robert
- Pascale Roberts
- Madeleine Robinson
- Louison Roblin
- Valérie Rojan
- Claude Rollet
- Robert Rollis
- Jean Rougerie
- Jean-Paul Roussillon
- André Roussin
- Michel Roux
- Michel Ruhl
- Laure Sabardin
- William Sabatier
- Jean-Claude Sachot
- Catherine Samie
- Edward Sanderson
- Pierre Saintons
- Claude Sainval
- Catherine Salviat
- Martine Sarcey
- Jackie Sardou
- Dany Saval
- Serge Sauvion
- Françoise Seigner
- Louis Seigner
- Évelyn Séléna
- Arièle Semenoff
- Jacques Sereys
- Michel Serrault
- Micky Sébastian
- Gérard Séty
- Véronique Silver
- Annie Sinigalia
- Alain Souchère
- Jane Sourza
- Roger Souza
- Madeleine Suffel
- Perrette Souplex
- Raymond Souplex
- Jean-Jacques Steen
- Alexandre Sterling
- Jean Sylvère
- Gaby Sylvia
- Monique Tarbès
- Jean-Luc Tardieu
- Marcelle Tassencourt
- Katia Tchenko
- Maurice Teynac
- Monique Thierry
- Bernard Tiphaine
- Frédérique Tirmont
- Jacques Toja
- Jean Topart
- Pierre Tornade
- Jacques Torrens
- Gisèle Touret
- Maurice Travail
- Roland Travers
- Jean-Paul Tribout
- Guy Tréjan
- Marcel Tristani
- Michel Tureau
- Roger Van Hool
- Yvan Varco
- André Valardy
- Simone Valère
- André Valmy
- Rosy Varte
- Françoise Vatel
- Robert Vattier
- Louis Velle
- Claude Véga
- Jacques Verlier
- Claire Vernet
- Pierre Vernier
- Anne Vernon
- Bernard Veron
- Pascal Vidal
- Nelly Vignon
- Virginie Vignon
- Henri Vilbert
- Patricia Vilon
- Marthe Villalonga
- Jacques Villeret
- Jean Vinci
- Henri Virlogeux
- Marion Viola
- Michel Vitold
- Michel Vocoret
- Danielle Volle
- Géo Wallery
- André Weber
- Jacques Weber
- Élisabeth Wiener
- Claude Winter
- Bernard Woringer
- Claude d'Yd
- Annie Le Youdec
- Nono Zammit
- Stanislas Zmarzlik

## Liste des metteurs en scène
- Alfred Adam
- Christian Alers
- Jacques Ardouin
- Grégoire Aslan
- Michel Bertay
- Jean-Pierre Bouvier
- Pierre Brasseur
- Yves Bureau
- François Campaux
- Jacques Charon
- Daniel Crouet
- Christian-Gérard
- Jacques Charon
- Jean-Paul Cisife
- René Clermont
- Jean-Laurent Cochet
- Jean-Pierre Darras
- Jean Degrave
- Jean-Pierre Delage
- Bernard Dhéran
- Maurice Ducasse
- Louis Ducreux
- René Dupuy
- Christian Duroc
- Jacques-Henri Duval
- Pierre Dux
- Jacques Échantillon
- Jacques Fabbri
- Michel Fagadau
- Alain Feydeau
- Max Fournel
- Jacques François
- Pierre Franck
- Yves Gasc
- Raymond Gérôme
- Jean-Pierre Grenier
- Maurice Guillaud
- Henri Guisol
- Francis Joffo
- Jean Kerchbron
- Jean Le Poulain
- Fernand Ledoux
- Robert Manuel
- Jean Marchat
- Jean Marsan
- Jacques Mauclair
- Jean Michaud
- Jean Meyer
- Pierre Mondy
- Francis Morane
- Jean-Luc Moreau
- André Nader
- Claude Nicot
- Dominique Nohain
- Fred Pasquali
- Jean Piat
- Roland Piétri
- Sacha Pitoëff
- Michel de Ré
- Maurice Risch
- Philippe Rondest
- Jacques Rosny
- Jean-Paul Roussillon
- André Roussin
- Michel Roux
- Claude Sainval
- Marc-Gilbert Sauvajon
- Louis Seigner
- Jacques Sereys
- Henri Soubeyran
- Marcelle Tassencourt
- Robert Thomas
- Pierre Valde
- Jean Valmy
- Jacques Valois
- Louis Velle
- Gérard Vergez
- André Villiers
- Georges Vitaly
- Michel Vocoret